# رجاء (إسلام)
يعتقد المسلمون أن الرجاء عبادة للقلب لا تصلح إلا لله ، فهي كالذل والإنابة والتوكل والمحبة والخوف وغيرها من عبادة القلب لله تعالى، ويرون أن هذه العبادة قد جاء في بيان عظمتها مواضع عديدة في القرآن والسنة النبوية؛ فناسب بيان مفهومها وأدلتها، والفرق بينها وبين الشوق والأمل، مع بيان الأسباب الجالبة للرجاء في الله ، وذكر الأسباب التي تحسم مادة الرجاء في غير الله، مع التفصيل لأقسام الرجاء من جهة الحكم.[بحاجة لمصدر]

## مفهوم الرجاء
قال الراغب الأصفهاني: «والرَّجَاءُ ظنّ يقتضي حصول ما فيه مسرّة».

## الرجاء في القرآن
ذكر القرآن معنى الرجاء في العديد من الآيات، منها قول الله :
1. سورة النساء: ﴿وَلَا تَهِنُوا فِي ابْتِغَاءِ الْقَوْمِ إِنْ تَكُونُوا تَأْلَمُونَ فَإِنَّهُمْ يَأْلَمُونَ كَمَا تَأْلَمُونَ وَتَرْجُونَ مِنَ اللَّهِ مَا لَا يَرْجُونَ وَكَانَ اللَّهُ عَلِيمًا حَكِيمًا ۝١٠٤﴾ [النساء:104].(1)
2. سورة التوبة: ﴿وَآخَرُونَ مُرْجَوْنَ لِأَمْرِ اللَّهِ إِمَّا يُعَذِّبُهُمْ وَإِمَّا يَتُوبُ عَلَيْهِمْ وَاللَّهُ عَلِيمٌ حَكِيمٌ ۝١٠٦﴾ [التوبة:106].(2)
3. سورة الكهف: ﴿قُلْ إِنَّمَا أَنَا بَشَرٌ مِثْلُكُمْ يُوحَى إِلَيَّ أَنَّمَا إِلَهُكُمْ إِلَهٌ وَاحِدٌ فَمَنْ كَانَ يَرْجُو لِقَاءَ رَبِّهِ فَلْيَعْمَلْ عَمَلًا صَالِحًا وَلَا يُشْرِكْ بِعِبَادَةِ رَبِّهِ أَحَدًا ۝١١٠﴾ [الكهف:110].(3)
4. سورة فاطر: ﴿إِنَّ الَّذِينَ يَتْلُونَ كِتَابَ اللَّهِ وَأَقَامُوا الصَّلَاةَ وَأَنْفَقُوا مِمَّا رَزَقْنَاهُمْ سِرًّا وَعَلَانِيَةً يَرْجُونَ تِجَارَةً لَنْ تَبُورَ ۝٢٩﴾ [فاطر:29].(4)
5. سورة نوح: ﴿مَا لَكُمْ لَا تَرْجُونَ لِلَّهِ وَقَارًا ۝١٣﴾ [نوح:13].(5)

## الرجاء في الحديث النبوي
1- عن أنس، أنّ النّبيّ صلّى اللّه عليه وسلّم دخل على شابّ وهو في الموت، فقال: (كيف تجدك؟) قال: واللّه يا رسول اللّه: إنّي أرجو اللّه، وإنّي أخاف ذنوبي، فقال رسول اللّه صلّى اللّه عليه وسلّم: (لا يجتمعان في قلب عبد في مثل هذا الموطن إلّا أعطاه اللّه ما يرجو، وآمنه ممّا يخاف).
2- عن أنس بن مالك، قال: سمعت رسول اللّه صلّى اللّه عليه وسلّم يقول: «قال اللّه: يا ابن آدم إنّك ما دعوتني ورجوتني غفرت لك على ما كان فيك ولا أبالي، يا ابن آدم لو بلغت ذنوبك عنان السّماء ثمّ استغفرتني غفرت لك ولا أبالي، يا ابن آدم إنّك لو أتيتني بقراب الأرض خطايا، ثمّ لقيتني لا تشرك بي شيئًا، لأتيتك بقرابها مغفرة).

## الرجاء عند الشعراء وعلماء السلوك
1- قال الشّافعيّ في مرض موته:
«فلمّا قسا قلبي وضاقت مذاهبي... جعلت الرّجا منّي لعفوك سلّما
تعاظمني ذنبي فلمّا قرنته... بعفوك ربّي كان عفوك أعظما».
2- وقال سفيان: «من أذنب ذنبًا فعلم أنّ اللّه تعالى قدّره عليه، ورجا غفرانه، غفر اللّه له ذنبه».
3- وقال أبو عمران السّلميّ منشدًا:
وإنّي لآتي الذّنب أعرف قدره... وأعلم أنّ اللّه يعفو ويغفر
لئن عظّم النّاس الذّنوب فإنّها... وإن عظمت في رحمة اللّه تصغر».

## الخوف في الشريعة الإسلامية
بحسب الشريعة الإسلامية فإن عبادة الرجاء في الله تعالى من أجلّ العبادات وأعظمها، بل هي أحد أركان العبادة الثلاثة: المحبة والخوف والرجاء، والرجاء هو فرض على كل أحد، وشرط للإيمان، وعلى قدر إيمان العبد يكون الرجاء في الله.
والله تعالى حقيق أن يُرجى ويُأمل فيه، ونهى الله عن الرجاء في الناس أجمعين وأمر بالرجاء فيه وحده. وقد ذكره الله تعالى في كتابه عن سادات المقربين من الملائكة والأولياء والصالحين.

## هوامش
- 1 سورة النساء، الآية: 104.
- 2: سورة التوبة، آية: 106.
- 3: سورة الكهف، آية: 110.
- 4: سورة فاطر، آية 29.
- 5: سورة نوح، آية 13.